# Mondon (Moussodougou)
Pour les articles homonymes, voir Mondon.
Mondon est une localité située dans le département de Moussodougou de la province de la Comoé dans la région des Cascades au Burkina Faso.

## Démographie
| 2003  | 2006  | 2012 |
| ----- | ----- | ---- |
| 1 276 | 2 063 | -    |

## Santé et éducation
Le village accueille un centre de santé et de promotion sociale (CSPS) tandis que le centre hospitalier régional (CHR) se trouve à Banfora.
Le village possède une école primaire publique et un centre d'alphabétisation. Il existe de plus un projet en cours de construction d'un collège d'enseignement général (CEG).